# Starbuck Peak
Der Starbuck Peak ist ein 1435 m hoher Berg auf Südgeorgien. Er ragt zwischen den Kopfenden des Risting- und des Harmer-Gletschers auf.
Der South Georgia Survey kartierte ihn im Zuge seiner von 1951 bis 1957 dauernden Vermessungskampagne. Das UK Antarctic Place-Names Committee benannte ihn 1958 nach dem US-amerikanischen Historiker Alexander Starbuck (1841–1925), der sich mit der Geschichte des Walfangs befasste.